# جون دبليو. بويد
جون دبليو. بويد (بالإنجليزية: John W. Boyd)‏ هو سياسي أمريكي، ولد في 15 سبتمبر 1811، وتوفي في 28 يناير 1892. حزبياً، نشط في الحزب الجمهوري. وقد انتخب عضو مجلس ولاية ويسكونسن.